# Friedhelm Nippel
Friedhelm Nippel (* 1. Februar 1944 in Hückeswagen; † 2. September 1993 in Wermelskirchen) war ein deutscher Entomologe mit dem Spezialgebiet Schmetterlinge (Lepidopterologie).

## Leben und Wirken
Nippel besuchte die Volksschule in Wermelskirchen, anschließend besuchte er ab 1955 das neusprachliche Gymnasium und wechselte 1960 auf das naturwissenschaftliche Gymnasium in Remscheid. Als 14-Jähriger entwickelte er sein Interesse für Schmetterlinge und als 18-Jähriger veröffentlichte er erstmals einen Beitrag in der Entomologischen Zeitschrift. 1959 wurde Nippel Mitglied der Entomologischen Gesellschaft in Düsseldorf, zwei Jahre später trat er in die Arbeitsgemeinschaft Rheinisch-Westfälischer Lepidopterologen ein.
1961 zwang ihn ein schwerer Verkehrsunfall, seine bisherige Lebensplanung zu verändern. Er brach die Schule ab und begann 1963 die Ausbildung zum Chemielaboranten in Remscheid. 1966 wurde er nach bestandener Prüfung als Angestellter am Städtischen Chemischen Untersuchungsamt in Remscheid eingestellt. Ab 1969 gehörte er dem Naturwissenschaftlichen Verein in Wuppertal (NVW) an und half mit, das Fuhlrott-Museum in Wuppertal aufzubauen, der Verein war Patronatsverein des Museums. Mit der Gründung der Entomologischen Sektion im Verein 1973 war er einer der Aktivsten der Gruppe. Zehn Jahre später übernahm er die Leitung dieser Sektion, die er bis zu seinem Tode innehatte. In seiner Zeit wurden rund 350 verschiedene Veranstaltungen wie Vorträge, Tagungen und Exkursionen durchgeführt. Nippel war seit 1970 intensiv in der Erfassung der Schmetterlingsfauna des Bergischen Landes tätig, über die er viel publizierte. Gleichzeitig legte er eine lepidopterologische Sammlung an, die im Fuhlrott-Museum ausgestellt wurde.
Ein bedeutender Aufsatz über Die Tagfalter des Bergischen Landes entstand 1971 zusammen mit Helmut Klinker und Willibald Schmitz. Hier wurde in der Folgezeit bis 1987 die Gesamtheit aller Schmetterlingsfamilien des Bergischen Landes erfasst, 834 Großschmetterlingsarten wurden vorgestellt. Faunistische Untersuchungsergebnisse hatte er im Staatsforst Burgholz in Wuppertal und Eifgental in Wermelskirchen, aber auch in der Südeifel (Mehlental bei Prüm) und im Großraum Wiltingen (Rheinland-Pfalz) und weiteren Regionen zusammengetragen und publiziert. In seiner Forschung auf dem Gebiet der Züchtung von Schmetterlingen konnte er viele offene Fragen klären. Ein besonderes Augenmerk legte Nippel auf den Schutz des Lebensraums der Schmetterlinge. Er wirkte auch als Berater bei der Erhaltung von Biotopen, die unter Naturschutz gestellt werden konnten.
Nippel starb 1993 nach langer Krankheit. Wenige Monate zuvor hatte er die Tagung des Internationalen Entomologischen Vereins, dessen zweiter Vorsitzender er war, organisiert. Er hinterließ eine Ehefrau und drei Kinder.
Nachdem das Fuhlrott-Museum 2008 geschlossen worden war, verschenkte die Stadt Wuppertal 2013 die lepidopterologische Sammlung, an der er maßgeblich beteiligt gewesen war, an den Aquazoo – Löbbecke Museum in Düsseldorf.

## Auszeichnungen
- 1982 – Albert-Steeger-Stipendium
- 1991 – Verdienstkreuz am Bande des Verdienstordens der Bundesrepublik Deutschland

## Publikationen
Nippel war für zahlreiche wissenschaftliche Publikationen über die Lepidopterologie in der Region verantwortlich. Eine Übersicht seiner Publikationen wurde von W. Girnus, H. Klinker und G. Swoboda erstellt und in den Nachrichten des entomologischen Vereins Apollo (N.F. 14, H. 3; 217–220, 1993) und in der Zeitschrift Melanargia (V, H. 4; 111–115; 1993) veröffentlicht.
- Die Tagfalter des Bergischen Landes, 1971–87 (mit Helmut Klinker und Willibald Schmitz)
- Die Schmetterlingsfauna des Burgholzes, Jber. naturwiss. Ver. Wuppertal, 30, 1977, S. 80–85
- Schmetterlinge, Juwele unserer Landschaft, In: W. Kolbe (Hrsg.), Aus dem Leben der Schmetterlinge, Käfer, Ameisen, Mücken und andere Insekten, Wuppertal: Born-Verlag, 1986, S. 16–25
- Falterarten wiederentdeckt – Folge der Klimaveränderungen, Wuppertal: Bergische Blätter, Heft 12, 1992, S. 9
- Die Lepidopterenfauna am Eskesberg in Wuppertal, Jber. naturwiss. Ver. Wuppertal, 47, 1994, S. 130–138
- Großschmetterlinge (MakroLepidopteria) in den 9 zu untersuchenden Gebieten im Raum Wuppertal, 1987/88/90/91/92/93 (mit T. Laussmann, A. Radtke, T. Wiemert und I. Franke)